# Musée Calbet
Hébergé dans une ancienne maison bourgeoise à colombage du XVIIe siècle, le musée Calbet est un musée d'arts et traditions populaires situé à Grisolles, dans le Tarn-et-Garonne, en Occitanie.

## Historique
Le musée a été créé à Grisolles en 1938 par l'écrivain et poète occitan Théodore Calbet soutenu par Joseph Marceillac, maire de la commune. Le musée dispose d'un ensemble de collections liées aux différents aspects de la vie quotidienne régionale, de la préhistoire à nos jours.
Entre 1941 et 1980, le musée est fermé et le bâtiment comme les collections se détériorent doucement. C'est à partir des années 1980 qu'une prise de conscience collective se mobilise pour la réouverture du musée et la sauvegarde des collections. En 1983, l'association des Amis du Musée Calbet, présidée par M. Gay, s'emploie à la réouverture des espaces muséaux. L'association organise différentes expositions et une mobilisation se met en place pour sauvegarder ce patrimoine. Avec le soutien des partenaires institutionnels, le bâtiment est réaménagé et ouvre ses portes au public le 22 octobre 1988 sous la direction de Madeleine Olivier.
La façade sur rue et la toiture du musée sont inscrites au titre des monuments historiques par arrêté du 23 juin 1950.
Sur l'impulsion d'Yvan Poulain, directeur de 2002 en 2015, le musée se transforme et ouvre ses espaces à la création contemporaine, invitant en exposition et en résidence des artistes revisitant les notions de patrimoine, de communauté et de territoire.
Depuis 2016, la direction du musée est assurée par Marie Delanoë.

### Théodore Calbet (1862-1949)
Instituteur de la IIIe République, Jean-François Théodore Calbet est né le 11 janvier 1862 à Escatalens de Jean-Pierre Calbet et de Pétronille Delboy. Il entre à l'École Normale de Montauban en 1879 et en sort en 1882 avec une mention honorable et une médaille de bronze. Il enseignera toute sa carrière à l'école de la rue Bèche à Montauban.
Il épouse Marie Chalaguier. Leur fils Adrien nait en 1896 ; il meurt en 1923 à Grisolles de tuberculose. Marie décède à son tour, à Rodez, en 1928.
De 1929 à sa mort, Théodore, membre de l'Escolo Carcinolo, l'Académie de Montauban, se consacrera à l'écriture en français et en occitan. Il décède à Grisolles le 16 novembre 1949.

## Collections
Le musée Calbet possède un ensemble de collections liées aux différents aspects de la vie quotidienne régionale de la préhistoire à nos jours. Il détient notamment des outils du Néolithique, des portraits du siècle des Lumières, des jouets du XIXe siècle, des accessoires de la Belle Époque et des instruments de musique du XXe siècle.
Parmi les pièces de sa collection, le musée contient une tête gallo-romaine de jeune fille en style hellénistique du IIe siècle en marbre blanc des Pyrénées non polie. Elle est rattachée au style de l' « Herculanaise », dont le nom provient de la découverte, en 1711, de trois statues au théâtre antique d’Herculanum, en Italie. Ces dernières sont des copies d'une statue initiale disparue créée en Grèce, au IVe siècle av. J.-C., par l’atelier de l'artiste Praxitèle,.
À l'arrière du bâtiment principal, le musée dispose de la reconstitution d'un atelier de fabrication de balais de sorgho dont Grisolles a été un centre important de fabrication jusque dans la deuxième moitié du XXe siècle,.

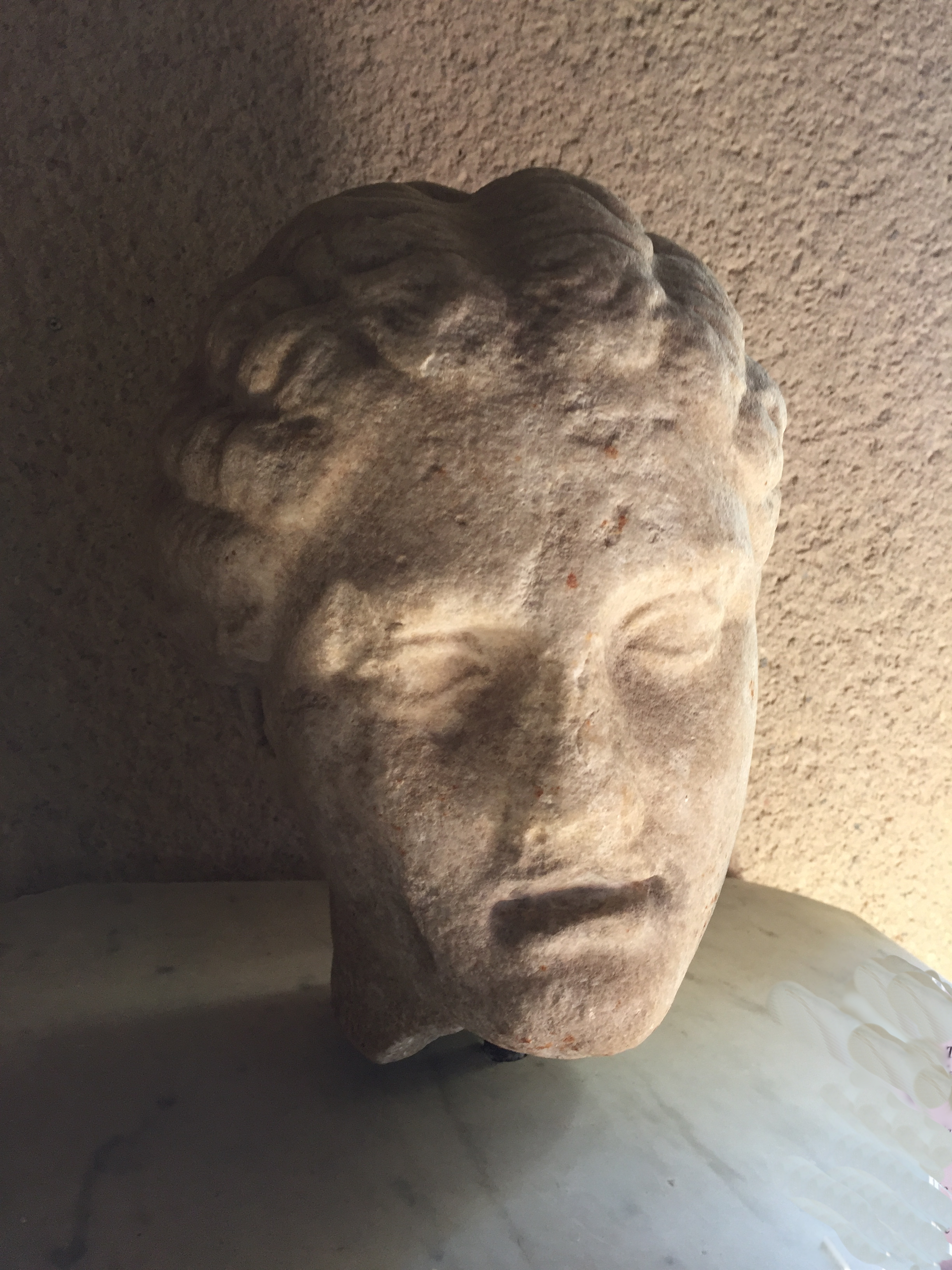
Tête de jeune fille gallo-romaine.
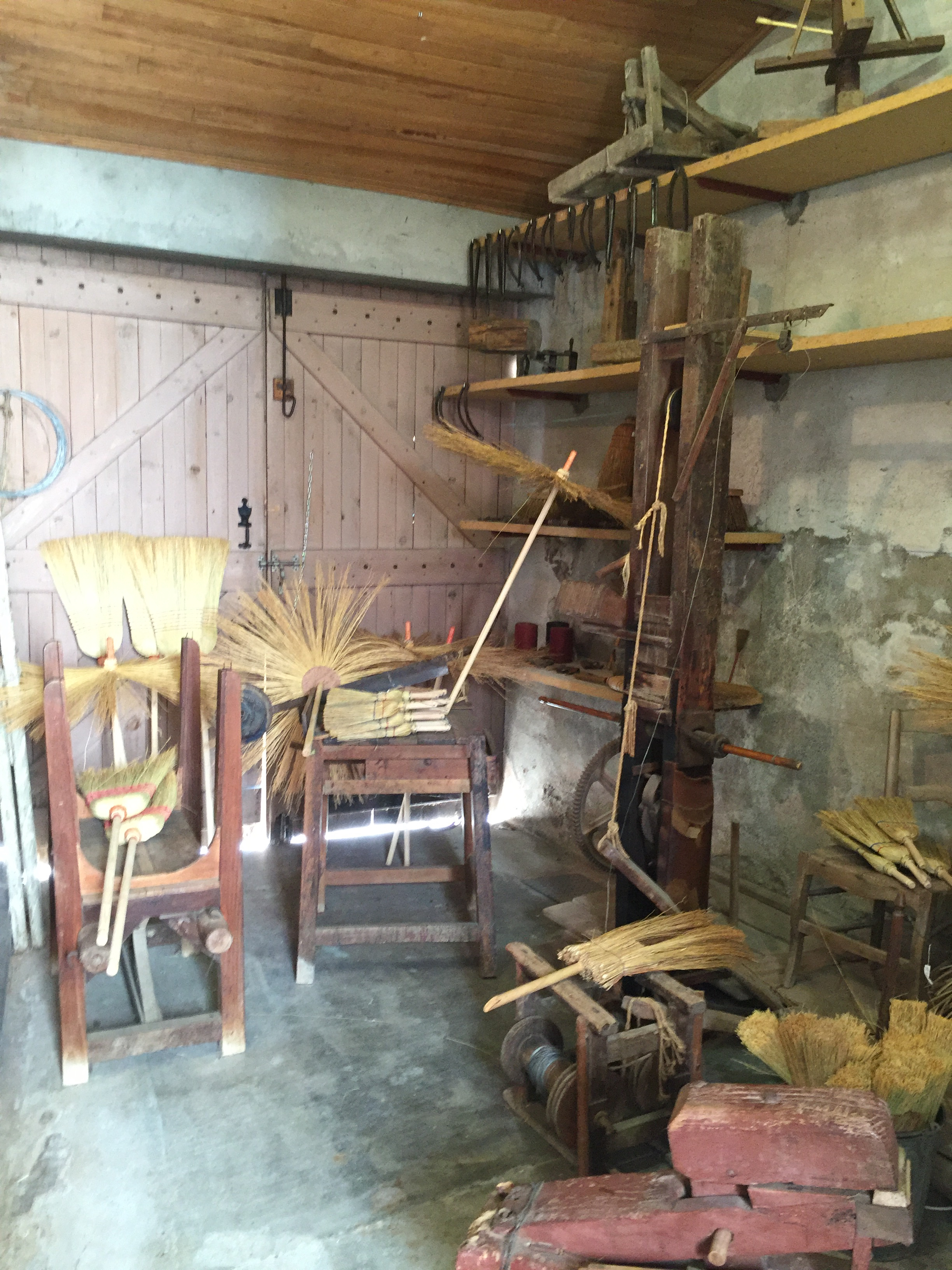
Atelier de balais de sorgho.